# ジャック・フライターク
ジャック・フライターク（Jacques Freitag、1982年6月11日 - 2024年7月1日以前）は、南アフリカ共和国の陸上競技選手。2003年の世界選手権の走高跳の金メダリスト。
2024年6月17日に行方不明になったが、2024年7月1日にプレトリア郊外の荒地で撃たれた遺体が発見された。42歳没。地元の警察は殺人事件として捜査している。

## 主な実績
| 年   | 大会                               | 場所                           | 種目   | 結果 | 記録  |
| ---- | ---------------------------------- | ------------------------------ | ------ | ---- | ----- |
| 1999 | 世界ユース選手権                   | ブィドゴシュチュ（ポーランド） | 走高跳 | 1位  | 2.16m |
| 2000 | 世界ジュニア選手権                 | サンティアゴ（チリ）           | 走高跳 | 1位  | 2.24m |
| 2003 | 世界選手権                         | パリ（フランス）               | 走高跳 | 1位  | 2.35m |
| 2003 | IAAFワールドアスレチックファイナル | モンテカルロ（モナコ）         | 走高跳 | 4位  | 2.27m |
| 2005 | IAAFワールドアスレチックファイナル | モンテカルロ（モナコ）         | 走高跳 | 6位  | 2.29m |

## 自己ベスト
- 走高跳　2.38m　(2005年3月5日)